# Ojciec studenta
Ojciec studenta (tytuł oryginalny: Babai i studentit) – albański film fabularny z roku 1988 w reżyserii Fatmira Koçiego, na motywach opowiadania Kiço Blushiego pod tym samym tytułem.

## Opis fabuły
Rolnik z zapadłej wsi wyjeżdża do stolicy, aby odwiedzić studiującego tam syna. W Tiranie dostrzega syna w towarzystwie dziewcząt, ubranych według najnowszej mody. Ojciec nie może się pogodzić z trybem życia swojego syna i towarzystwem, w którym się obraca.
Film był pracą dyplomową reżysera Fatmira Koçiego.

## Obsada
- Viktor Gjoka jako ojciec
- Alfred Trebicka jako student
- Zhaklina Dhimojani jako studentka
- Milena Selimi
- Selma Sotiriadhi